# Az FC Bayern München 2019–2020-as szezonja
Ez a szócikk az FC Bayern München 2019–2020-as szezonjáról szól, mely az 55. a Bundesligaban, összességében pedig a 121. idénye a német első osztályban. Az előző szezon bajnokként a hazai bajnokság mellett az olasz kupában és a bajnokok ligájában indulhatott. A szezon 2019. július 1-jén kezdődött és 2020. augusztus 23-án fejeződött be.

## Mezek
Gyártó: Adidas
mezszponzor: Deutsche Telekom
| Hazai (2019–20) | Hazai (2020–21) | Vendég | Vendég (2020–21) | 3. számú |

### Kapus
| Kapus 1 |

## Átigazolások
2019. évi nyári átigazolási időszak, 
 2020. évi téli átigazolási időszak

### Érkezők
| Dátum               | Mezszám | Poszt                     | Nemzet  | Név               | Kor | Honnan          | Szerződés megnevezése                | Átigazolási időszak                 | Szerződés vége | Átigazolás összege             | Forrás        |
| ------------------- | ------- | ------------------------- | ------- | ----------------- | --- | --------------- | ------------------------------------ | ----------------------------------- | -------------- | ------------------------------ | ------------- |
| 2019. július 1.     | 5       | hátvéd                    | francia | Benjamin Pavard   | 24  | VfB Stuttgart   | átigazolás                           | 2019. évi nyári átigazolási időszak | 2024           | 35M €                          | [ 1 ] [ 2 ]   |
| 2019. július 1.     | 21      | Hátvéd                    | francia | Lucas Hernández   | 24  | Atlético Madrid | átigazolás                           | 2019. évi nyári átigazolási időszak | 2024           | 80M €                          | [ 3 ] [ 4 ]   |
| 2019. július 1.     | 15      | csatár                    | német   | Fiete Arp         | 20  | Hamburger SV    | átigazolás                           | 2019. évi nyári átigazolási időszak | 2020           | 2.5M €                         | [ 5 ] [ 6 ]   |
| 2019. augusztus 13. | 14      | támadó középpályás/szélső | horvát  | Ivan Perišić      | 31  | Internazionale  | kölcsönbe                            | 2019. évi nyári átigazolási időszak | 2020           | 5M €                           | [ 7 ] [ 8 ]   |
| 2019. augusztus 17. | 11      | középpályás               | francia | Mickaël Cuisance  | 21  | Internazionale  | átigazolás                           | 2019. évi nyári átigazolási időszak | 2024           | 10M €                          | [ 9 ] [ 10 ]  |
| 2019. augusztus 17. | 10      | középpályás               | brazil  | Philippe Coutinho | 28  | Barcelona       | kölcsönbe, megvásárlási lehetőséggel | 2019. évi nyári átigazolási időszak | 2020           | 8M (+120M, végleg megveszik) € | [ 11 ] [ 12 ] |
| 2020. január 22.    | 2       | hátvéd                    | spanyol | Álvaro Odriozola  | 24  | Real Madrid     | kölcsönbe                            | 2020. évi téli átigazolási időszak  | 2020           | nem hozták nyilvánosságra      | [ 13 ] [ 14 ] |

### Távozók
| Mezszám | red                 | Poszt       | Nemzet     | Név             | Kor | Hová              | Ár                         | forrás        |
| ------- | ------------------- | ----------- | ---------- | --------------- | --- | ----------------- | -------------------------- | ------------- |
| 7       | 2019. június 30.    | középpályás | francia    | Franck Ribéry   | 36  | Fiorentina        | lejárt a szerződése        | [ 15 ] [ 16 ] |
| 10      | 2019. június 30.    | középpályás | holland    | Arjen Robben    | 35  | –                 | Bejelentette visszavonását | [ 17 ] [ 18 ] |
|         | 2019. június 30.    | középpályás | kolumbiai  | James Rodríguez | 28  | Real Madrid       | kölcsönből vissza          | [ 19 ]        |
|         | 2019. július 1.     | hátvéd      | brazil     | Rafinha         | 34  | Flamengo          | ingyen                     | [ 20 ]        |
|         | 2019. július 1.     | hátvéd      | osztrák    | Marco Friedl    | 22  | Werder Bremen     | nem hozták nyilvánosságra  | [ 21 ]        |
| 5       | 2019. július 1.     | hátvéd      | német      | Mats Hummels    | 31  | Borussia Dortmund | 38M €                      | [ 22 ] [ 23 ] |
|         | 2019. július 1.     | csatár      | dél-koreai | Jeong Woo-yeong | 20  | SC Freiburg       | nem hozták nyilvánosságra  | [ 24 ]        |
|         | 2019. augusztus 23. | csatár      | portugál   | Renato Sanches  | 22  | Lille             | 20M €                      | [ 25 ] [ 26 ] |

## Keret
| #  |     | Poszt | Név                                            |
| -- | --- | ----- | ---------------------------------------------- |
| 1  | GER | K     | Manuel Neuer (Csapatkapitány)                  |
| 2  | ESP | V     | Álvaro Odriozola (kölcsönben a Real Madridtól) |
| 4  | GER | V     | Niklas Süle                                    |
| 5  | FRA | V     | Benjamin Pavard                                |
| 6  | ESP | KP    | Thiago                                         |
| 8  | ESP | V     | Javi Martínez                                  |
| 9  | POL | CS    | Robert Lewandowski                             |
| 10 | BRA | KP    | Philippe Coutinho (kölcsönben a Barcelonától)  |
| 11 | FRA | KP    | Mickaël Cuisance                               |
| 14 | CRO | KP    | Ivan Perišić (kölcsönben az Internazionaletól) |
| 15 | GER | CS    | Jann-Fiete Arp                                 |
| 16 | GER | CS    | Leon Dajaku                                    |
| 17 | GER | V     | Jérôme Boateng                                 |
| 18 | GER | KP    | Leon Goretzka                                  |
| 19 | CAN | KP    | Alphonso Davies                                |
| 21 | FRA | V     | Lucas Hernández                                |
| 22 | GER | KP    | Serge Gnabry                                   |
| 24 | FRA | KP    | Corentin Tolisso                               |
| 25 | GER | CS    | Thomas Müller                                  |

| #  |     | Poszt | Név                  |
| -- | --- | ----- | -------------------- |
| 26 | GER | K     | Sven Ulreich         |
| 27 | AUT | V     | David Alaba          |
| 28 | NZL | KP    | Sarpreet Singh       |
| 29 | FRA | KP    | Kingsley Coman       |
| 32 | GER | V     | Joshua Kimmich       |
| 33 | GER | V     | Lars Lukas Mai       |
| 34 | BRA | KP    | Oliver Batista Meier |
| 35 | NED | CS    | Joshua Zirkzee       |
| 36 | GER | K     | Christian Früchtl    |
| 37 | GER | KP    | Paul Will            |
| 39 | GER | K     | Ron-Thorben Hoffmann |
| 40 | GER | KP    | Malik Tillman        |
| 41 | USA | V     | Chris Richards       |
| 42 | ENG | KP    | Jamal Musiala        |
| 43 | GER | V     | Bright Arrey-Mbi     |

## Szakmai stáb
Legutóbb 2020. május 7-én lett frissítve.
| Edzői stáb                        | Edzői stáb                                   |
| --------------------------------- | -------------------------------------------- |
| Hans-Dieter Flick                 | Vezetőedző                                   |
| Miroslav Klose                    | Segédedző                                    |
| Hermann Gerland                   | Segédedző                                    |
| Toni Tapalović                    | Kapusedző                                    |
| Tom Starke                        | Kapusedző                                    |
| Elemzési osztály                  |                                              |
| Danny Röhl                        | Elemzési vezető                              |
| Michael Niemeyer                  | Mérkőzés elemző                              |
| Erőnléti edző                     |                                              |
| Prof. Dr. Holger Broich           | Tudományos igazgató és fitneszvezető         |
| Simon Martinello                  | Erőnléti edző                                |
| Peter Schlösser                   | Erőnléti edző                                |
| Thomas Wilhelmi                   | Rehabilitációs edző                          |
| Orvosi osztály                    |                                              |
| Dr. Hans-Wilhelm Müller-Wohlfahrt | Csapat orvos és az orvosi osztály igazgatója |
| Prof. Dr. Roland Schmidt          | Belgyógyász, kardiológus                     |
| Dr. Jochen Hahne                  | csapatorvos                                  |
| Dr. Peter Ueblacker               | csapatorvos                                  |
| Helmut Erhard                     | Fő gyógytornász                              |
| Gianni Bianchi                    | Gyógytornász                                 |
| Florian Brandner                  | Gyógytornász                                 |
| Gerry Hoffmann                    | Gyógytornász                                 |
| Christian Huhn                    | Gyógytornász                                 |
| Stephan Weickert                  | Gyógytornász                                 |
| Sportmenedzsment és szervezés     |                                              |
| Kathleen Krüger                   | Csapatmenedzser                              |

## Vezetőség
| Sportegyesület (FC Bayern München e.V.)   | Sportegyesület (FC Bayern München e.V.)                                     | Sportegyesület (FC Bayern München e.V.) |
| Tagok                                     | Pozíció                                                                     |                                         |
| ----------------------------------------- | --------------------------------------------------------------------------- | --------------------------------------- |
| Karl Hopfner                              | Az FC Bayern München e.V. elnöke és a vezetőség elnöke                      |                                         |
| Rudolf Schels                             | Az FC Bayern München e.V. első alelnöke                                     |                                         |
| Prof. Dr. Dieter Mayer                    | Az FC Bayern München e.V. második alelnöke                                  |                                         |
| Herbert Hainer                            | Az Adidas AG elnöke                                                         |                                         |
| Rupert Stadler                            | Az Audi AG elnöke                                                           |                                         |
| Helmut Markwort                           | A FOCUS Magazine riportere                                                  |                                         |
| Dieter Rampl                              | Az UniCredit Bank AG felügyelőbizottságának elnöke                          |                                         |
| Dr. Edmund Stoiber                        | Bajorország miniszterelnöke, a sportegyesület felügyelőbizottságának elnöke |                                         |
| Timotheus Höttges                         | A Telekom AG elnöke                                                         |                                         |
| Prof. Dr. Martin Winterkorn               | A Volkswagen AG elnöke                                                      |                                         |
| Gazdasági társaság (FC Bayern München AG) |                                                                             |                                         |
| Tagok                                     | Pozíció                                                                     |                                         |
| Karl-Heinz Rummenigge                     | A gazdasági társaság elnöke és a végrehajtó testület elnöke                 |                                         |
| Jan-Christian Dreesen                     | Gazdasági igazgató                                                          |                                         |
| Matthias Sammer                           | Sportigazgató                                                               |                                         |
| Andreas Jung                              | Marketingigazgató                                                           |                                         |
| Jörg Wacker                               | Stratégiai igazgató                                                         |                                         |

## Végeredmény
| Hely. | Csapat                     | M  | Gy | D  | V  | G+  | G– | Gk  | P  | Továbbjutás vagy kiesés      |
| ----- | -------------------------- | -- | -- | -- | -- | --- | -- | --- | -- | ---------------------------- |
| 1.    | Bayern München CV,B,X      | 34 | 26 | 4  | 4  | 100 | 32 | +68 | 82 | Bajnokok Ligája–csoportkör   |
| 2.    | Borussia Dortmund X        | 34 | 21 | 6  | 7  | 84  | 41 | +43 | 69 | Bajnokok Ligája–csoportkör   |
| 3.    | RB Leipzig X               | 34 | 18 | 12 | 4  | 81  | 37 | +44 | 66 | Bajnokok Ligája–csoportkör   |
| 4.    | Borussia Mönchengladbach X | 34 | 20 | 5  | 9  | 66  | 40 | +26 | 65 | Bajnokok Ligája–csoportkör   |
| 5.    | Bayer Leverkusen X         | 34 | 19 | 6  | 9  | 61  | 44 | +17 | 63 | Európa-liga–csoportkör       |
| 6.    | Hoffenheim                 | 34 | 15 | 7  | 12 | 53  | 53 | 0   | 52 | Európa-liga–csoportkör       |
| 7.    | VfL Wolfsburg              | 34 | 13 | 10 | 11 | 48  | 46 | +2  | 49 | Európa-liga, 2. selejtezőkör |
| 8.    | SC Freiburg                | 34 | 13 | 9  | 12 | 48  | 47 | +1  | 48 |                              |
| 9.    | Eintracht Frankfurt        | 34 | 13 | 6  | 15 | 59  | 60 | −1  | 45 |                              |
| 10.   | Hertha BSC                 | 34 | 11 | 8  | 15 | 48  | 59 | −11 | 41 |                              |
| 11.   | Union Berlin Ú             | 34 | 12 | 5  | 17 | 41  | 58 | −17 | 41 |                              |
| 12.   | Schalke 04                 | 34 | 9  | 12 | 13 | 38  | 58 | −20 | 39 |                              |
| 13.   | Mainz 05                   | 34 | 11 | 4  | 19 | 44  | 65 | −21 | 37 |                              |
| 14.   | 1. FC Köln Ú               | 34 | 10 | 6  | 18 | 51  | 69 | −18 | 36 |                              |
| 15.   | FC Augsburg                | 34 | 9  | 9  | 16 | 45  | 63 | −18 | 36 |                              |
| 16.   | Werder Bremen              | 34 | 8  | 7  | 19 | 42  | 69 | −27 | 31 | Osztályozó                   |
| 17.   | Fortuna Düsseldorf         | 34 | 6  | 12 | 16 | 36  | 67 | −31 | 30 | Kiesik a Bundesliga 2-be     |
| 18.   | SC Paderborn Ú,K           | 34 | 4  | 8  | 22 | 37  | 74 | −37 | 20 | Kiesik a Bundesliga 2-be     |

## Bundesliga

### Augusztus
| 2019. augusztus 16. 20:30 |

| Bayern München                  | 2 – 2               | Hertha                   |
| ------------------------------- | ------------------- | ------------------------ |
| Lewandowski 24', 60' (11-esből) | (1 – 2) Jegyzőkönyv | 36' Lukebakio 38' Grujić |

| Allianz Arena, München Nézőszám: 75 000 Játékvezető: Harm Osmers (német) |

| 2019. augusztus 24. 18:30 |

| Schalke 04 | 0 – 3               | Bayern München                       |
| ---------- | ------------------- | ------------------------------------ |
|            | (0 – 1) Jegyzőkönyv | 20', 50' (11-esből), 70' Lewandowski |

| Veltins-Arena, Gelsenkirchen Nézőszám: 62 271 Játékvezető: Marco Fritz (német) |

| 2019. augusztus 31. 15:30 |

| Bayern München                                                        | 6 – 1               | Hertha     |
| --------------------------------------------------------------------- | ------------------- | ---------- |
| Pavard 36' Alaba 45' Perišić 54' Coman 64' Lewandowski 78' Davies 80' | (1 – 2) Jegyzőkönyv | 6' Boëtius |

| Allianz Arena, München Nézőszám: 75 000 Játékvezető: Markus Schmidt (német) |

### Szeptember
| 2019. szeptember 14. 18:30 |

| RB Leipzig                | 1 – 2               | Bayern München |
| ------------------------- | ------------------- | -------------- |
| Forsberg 45+3' (11-esből) | (1 – 2) Jegyzőkönyv | 3' Lewandowski |

| Red Bull Arena, Lipcse Nézőszám: 42 146 Játékvezető: Sascha Stegemann (német) |

| 2019. szeptember 21. 15:30 Allianz Arena |

| Bayern München                                          | 4 – 0               | Köln |
| ------------------------------------------------------- | ------------------- | ---- |
| Lewandowski 3', 48' Coutinho 62' (11-esből) Perišić 73' | (1 – 0) Jegyzőkönyv |      |

| München Nézőszám: 75 000 Játékvezető: Patrick Ittrich (német) |

| 2019. szeptember 28. 15:30 |

| SC Paderborn           | 2 – 3               | Bayern München                          |
| ---------------------- | ------------------- | --------------------------------------- |
| Pröger 68' Collins 84' | (0 – 1) Jegyzőkönyv | 15' Gnabry 55' Coutinho 79' Lewandowski |

| Energieteam Arena, Paderborn Nézőszám: 15 000 Játékvezető: Felix Zwayer (német) |

### Október
| 2019. október 5. 15:30 |

| Bayern München  | 1 – 2               | Hoffenheim       |
| --------------- | ------------------- | ---------------- |
| Lewandowski 73' | (0 – 0) Jegyzőkönyv | 54', 79' Adamyan |

| Allianz Arena, München Nézőszám: 75 000 Játékvezető: Tobias Stieler (német) |

| 2019. október 19. 15:30 |

| Augsburg                     | 2 – 2               | Bayern München             |
| ---------------------------- | ------------------- | -------------------------- |
| Richter 1' Finnbogason 90+1' | (1 – 1) Jegyzőkönyv | 14' Lewandowski 49' Gnabry |

| WWK ARENA, Augsburg Nézőszám: 30 660 Játékvezető: Daniel Siebert (német) |

| 2019. október 26. 15:30 |

| Bayern München             | 2 – 1               | Union Berlin          |
| -------------------------- | ------------------- | --------------------- |
| Pavard 13' Lewandowski 53' | (1 – 0) Jegyzőkönyv | 86' (11-esből) Polter |

| Allianz Arena, München Nézőszám: 75 000 Játékvezető: Marco Fritz (német) |

### November
| 2019. november 2. 15:30 |

| Eintracht Frankfurt                                          | 5 – 1               | Bayern München  |
| ------------------------------------------------------------ | ------------------- | --------------- |
| Kostić 25' Sow 33' Abraham 49' Hinteregger 61' Paciência 85' | (2 – 1) Jegyzőkönyv | 37' Lewandowski |

| Commerzbank-Arena, Frankfurt Nézőszám: 51 500 Játékvezető: Markus Schmidt (német) |

| 2019. november 9. 18:30 |

| Bayern München                              | 4 – 0               | Borussia Dortmund |
| ------------------------------------------- | ------------------- | ----------------- |
| Lewandowski 17', 76' Gnabry 47' Hummels 80' | (1 – 0) Jegyzőkönyv |                   |

| Allianz Arena, München Nézőszám: 75 000 Játékvezető: Felix Zwayer (német) |

| 2019. november 23. 15:30 |

| Fortuna Düsseldorf | 0 – 4               | Bayern München                                 |
| ------------------ | ------------------- | ---------------------------------------------- |
|                    | (0 – 3) Jegyzőkönyv | 11' Pavard 27' Tolisso 34' Gnabry 70' Coutinho |

| Merkur Spiel-Arena, Düsseldorf Nézőszám: 75 000 Játékvezető: Frank Willenborg (német) |

| 2019. november 30. 18:30 |

| Bayern München | 1 – 2               | Bayer Leverkusen |
| -------------- | ------------------- | ---------------- |
| Müller 34'     | (1 – 2) Jegyzőkönyv | 10', 35' Bailey  |

| Allianz Arena, München Nézőszám: 75 000 Játékvezető: Guido Winkmann (német) |

### December
| 2019. december 7. 15:30 |

| Borussia Mönchengladbach         | 2 – 1               | Bayern München |
| -------------------------------- | ------------------- | -------------- |
| Bensebaini 60', 90+2' (11-esből) | (0 – 0) Jegyzőkönyv | 49' Perišić    |

| Borussia-Park, Mönchengladbach Nézőszám: 54 022 Játékvezető: Marco Fritz (német) |

| 2019. december 14. 15:30 |

| Bayern München                                           | 6 – 1               | Werder Bremen |
| -------------------------------------------------------- | ------------------- | ------------- |
| Coutinho 45', 63', 78' Lewandowski 45+4', 72' Müller 75' | (2 – 1) Jegyzőkönyv | 24' Rashica   |

| Allianz Arena, München Nézőszám: 75 000 Játékvezető: Robert Schröder (német) |

| 2019. december 18. 20:30 |

| Freiburg  | 1 – 3               | Bayern München                             |
| --------- | ------------------- | ------------------------------------------ |
| Grifo 59' | (0 – 1) Jegyzőkönyv | 16' Lewandowski 90+2' Zirkzee 90+5' Gnabry |

| Schwarzwald-Stadion, Freiburg Nézőszám: 24 000 Játékvezető: Sascha Stegemann (német) |

| 2019. december 21. 15:30 |

| Bayern München         | 2 – 0               | Wolfsburg |
| ---------------------- | ------------------- | --------- |
| Zirkzee 86' Gnabry 89' | (0 – 0) Jegyzőkönyv |           |

| Allianz Arena, München Nézőszám: 75 000 Játékvezető: Christian Dingert (német) |

### Január
| 2020. január 19. 15:30 |

| Hertha BSC | 0 – 4               | Bayern München                                               |
| ---------- | ------------------- | ------------------------------------------------------------ |
|            | (0 – 0) Jegyzőkönyv | 60' Müller 73' (11-esből) Lewandowski 75' Thiago 84' Perišić |

| Olimpiai Stadion, Berlin Nézőszám: 74 667 Játékvezető: Tobias Stieler (német) |

| 2020. január 25. 18:30 |

| Bayern München                                                 | 5 – 0               | Schalke 04 |
| -------------------------------------------------------------- | ------------------- | ---------- |
| Lewandowski 6' Müller 45+2' Goretzka 50' Thiago 58' Gnabry 89' | (2 – 0) Jegyzőkönyv |            |

| Allianz Arena, München Nézőszám: 75 000 Játékvezető: Manuel Gräfe (német) |

### Február
| 2020. február 1. 15:30 |

| Mainz 05      | 1 – 3               | Bayern München                       |
| ------------- | ------------------- | ------------------------------------ |
| St. Juste 45' | (1 – 3) Jegyzőkönyv | 8' Lewandowski 14' Müller 26' Thiago |

| Opel Arena, Mainz Nézőszám: 33 305 Játékvezető: Bastian Dankert (német) |

| 2020. február 9. 18:00 |

| Bayern München | 0 – 0               | RB Leipzig |
| -------------- | ------------------- | ---------- |
|                | (0 – 0) Jegyzőkönyv |            |

| Allianz Arena, München Nézőszám: 75 000 Játékvezető: Marco Fritz (német) |

| 2020. február 16. 15:30 |

| Köln    | 1 – 4               | Bayern München                          |
| ------- | ------------------- | --------------------------------------- |
| Uth 70' | (0 – 3) Jegyzőkönyv | 3' Lewandowski 5' Coman 12', 66' Gnabry |

| RheinEnergieStadion, Köln Nézőszám: 50 000 Játékvezető: Felix Zwayer (német) |

| 2020. február 21. 20:30 |

| Bayern München                  | 3 – 2               | Paderborn             |
| ------------------------------- | ------------------- | --------------------- |
| Gnabry 25' Lewandowski 70', 88' | (1 – 1) Jegyzőkönyv | 44' Srbeny 75' Michel |

| Allianz Arena, München Nézőszám: 75 000 Játékvezető: Markus Schmidt (német) |

| 2020. február 29. 15:30 |

| Hoffenheim | 0 – 6               | Bayern München                                                  |
| ---------- | ------------------- | --------------------------------------------------------------- |
| Uth 70'    | (0 – 4) Jegyzőkönyv | 2' Gnabry 7' Kimmich 15' Zirkzee 33', 47' Coutinho 47' Goretzka |

| Rhein-Neckar-Arena, Sinsheim Nézőszám: 30 150 Játékvezető: Christian Dingert (német) |

### Március
| 2020. február 21. 20:30 |

| Bayern München            | 2 – 0               | Augsburg |
| ------------------------- | ------------------- | -------- |
| Müller 53' Goretzka 90+1' | (0 – 0) Jegyzőkönyv |          |

| Allianz Arena, München Nézőszám: 75 000 Játékvezető: Bibiana Steinhaus (német) |

### Május
| 2020. május 17. 18:00 |

| Union Berlin | 0 – 2               | Bayern München                        |
| ------------ | ------------------- | ------------------------------------- |
|              | (0 – 1) Jegyzőkönyv | 40' (11-esből) Lewandowski 80' Pavard |

| An der Alten Försterei, Berlin Nézőszám: 0 Játékvezető: Bastian Dankert (német) |

| 2020. május 23. 18:30 |

| Bayern München                                                     | 5 – 2               | Eintracht Frankfurt  |
| ------------------------------------------------------------------ | ------------------- | -------------------- |
| Goretzka 17' Müller 41' Lewandowski 46' Davies 61' Hinteregger 74' | (2 – 0) Jegyzőkönyv | 52', 55' Hinteregger |

| Allianz Arena, München Nézőszám: 0 Játékvezető: Marco Fritz (német) |

| 2020. május 26. 18:30 |

| Borussia Dortmund | 0 – 1               | Bayern München |
| ----------------- | ------------------- | -------------- |
|                   | (0 – 1) Jegyzőkönyv | 43' Kimmich    |

| Signal Iduna Park, Dortmund Nézőszám: 0 Játékvezető: Tobias Stieler (német) |

| 2020. május 30. 18:30 |

| Bayern München                                           | 5 – 0               | Fortuna Düsseldorf |
| -------------------------------------------------------- | ------------------- | ------------------ |
| Jørgensen 17' Pavard 29' Lewandowski 43', 50' Davies 52' | (2 – 0) Jegyzőkönyv |                    |

| Allianz Arena, München Nézőszám: 0 Játékvezető: Robert Hartmann (német) |

### Június
| 2020. június 6. 15:30 |

| Bayer Leverkusen     | 2 – 4               | Bayern München                                    |
| -------------------- | ------------------- | ------------------------------------------------- |
| Alario 10' Wirtz 89' | (1 – 3) Jegyzőkönyv | 27' Coman 66' Lewandowski 42' Goretzka 45' Gnabry |

| BayArena, Leverkusen Nézőszám: 0 Játékvezető: Manuel Gräfe (német) |

| 2020. június 13. 18:30 |

| Bayern München           | 2 – 1               | Borussia Mönchengladbach |
| ------------------------ | ------------------- | ------------------------ |
| Zirkzee 26' Goretzka 86' | (1 – 1) Jegyzőkönyv | 37' Pavard               |

| Allianz Arena, München Nézőszám: 0 Játékvezető: Felix Zwayer (német) |

| 2020. június 16. 20:30 |

| SV Werder Bremen | 0 – 1               | Bayern München  |
| ---------------- | ------------------- | --------------- |
|                  | (0 – 1) Jegyzőkönyv | 43' Lewandowski |

| Weserstadion, Bremen Nézőszám: 0 Játékvezető: Harm Osmers (német) |

| 2020. június 20. 15:30 |

| Bayern München                   | 3 – 1               | SC Freiburg |
| -------------------------------- | ------------------- | ----------- |
| Kimmich 26' Lewandowski 24', 37' | (3 – 1) Jegyzőkönyv | 33' Höler   |

| Allianz Arena, München Nézőszám: 0 Játékvezető: Sören Storks (német) |

| 2020. június 27. 15:30 |

| VfL Wolfsburg | 0 – 4               | Bayern München                                   |
| ------------- | ------------------- | ------------------------------------------------ |
|               | (0 – 1) Jegyzőkönyv | 4' Coman 37' Cuisance 72' Lewandowski 79' Müller |

| Volkswagen Arena, Wolfsburg Nézőszám: 0 Játékvezető: Patrick Ittrich (német) |

## Német kupa (DFB-Pokal)
| 2019. augusztus 12. 20:45 |

| Energie Cottbus      | 1 – 3               | Bayern München                         |
| -------------------- | ------------------- | -------------------------------------- |
| Taz 90+3' (11-esből) | (0 – 1) Jegyzőkönyv | 32' Lewandowski 65' Coman 85' Goretzka |

| Stadion der Freundschaft, Cottbus Nézőszám: 20 602 Játékvezető: Bastian Dankert (német) |

| 2019. október 29. 20:00 |

| Bochum     | 1 – 2               | Bayern München        |
| ---------- | ------------------- | --------------------- |
| Davies 35' | (1 – 0) Jegyzőkönyv | 83' Gnabry 89' Müller |

| Ruhrstadion, Bochum Nézőszám: 26 600 Játékvezető: Robert Schröder (német) |

| 2020. február 5. 20:45 |

| Bayern München                             | 4 – 3               | Hoffenheim                  |
| ------------------------------------------ | ------------------- | --------------------------- |
| Hübner 12' Müller 20' Lewandowski 36', 80' | (3 – 2) Jegyzőkönyv | 8' Boateng 82', 90+2' Dabúr |

| Allianz Arena, München Nézőszám: 71 500 Játékvezető: Sascha Stegemann (német) |

| 2020. március 3. 20:45 |

| Schalke 04 | 0 – 1               | Bayern München |
| ---------- | ------------------- | -------------- |
|            | (0 – 0) Jegyzőkönyv | 40' Kimmich    |

| Veltins-Arena, Gelsenkirchen Nézőszám: 62 271 Játékvezető: Robert Schröder (német) |

| 2020. június 10. 20:45 |

| Bayern München              | 2 – 1               | Eintracht Frankfurt |
| --------------------------- | ------------------- | ------------------- |
| Perišić 14' Lewandowski 74' | (1 – 0) Jegyzőkönyv | 69' da Costa        |

| Allianz Arena, München Nézőszám: 0 Játékvezető: Marco Fritz (német) |

| 2020. július 4. Döntő 20:00 |

| Bayer Leverkusen                       | 2 – 4               | Bayern München                            |
| -------------------------------------- | ------------------- | ----------------------------------------- |
| S. Bender 63' Havertz 90+5' (11-esből) | (0 – 2) Jegyzőkönyv | 16' Alaba 24' Gnabry 59', 89' Lewandowski |

| Olimpiai Stadion, Berlin Nézőszám: 0 Játékvezető: Tobias Welz (német) |

## Német szuperkupa (DFL-Supercup)
| 2020. augusztus 3. 20:30 |

| Borussia Dortmund      | 2 – 0               | FC Bayern München |
| ---------------------- | ------------------- | ----------------- |
| Alcácer 48' Sancho 69' | (0 – 0) Jegyzőkönyv |                   |

| Signal Iduna Park, Dortmund Nézőszám: 81 365 Játékvezető: Daniel Siebert |

## Bajnokok ligája

### B csoport
| Hely. | Csapat            | M | Gy | D | V | G+ | G– | Gk  | P  | Továbbjutás                                |  | BAY | TOT | OLY | RSB |
| ----- | ----------------- | - | -- | - | - | -- | -- | --- | -- | ------------------------------------------ |  | --- | --- | --- | --- |
| 1.    | Bayern München    | 6 | 6  | 0 | 0 | 24 | 5  | +19 | 18 | Továbbjutott az egyenes kieséses szakaszba |  | —   | 3–1 | 2–0 | 3–0 |
| 2.    | Tottenham Hotspur | 6 | 3  | 1 | 2 | 18 | 14 | +4  | 10 | Továbbjutott az egyenes kieséses szakaszba |  | 2–7 | —   | 4–2 | 5–0 |
| 3.    | Olimbiakósz       | 6 | 1  | 1 | 4 | 8  | 14 | −6  | 4  | Átkerült az Európa-ligába                  |  | 2–3 | 2–2 | —   | 1–0 |
| 4.    | Crvena zvezda     | 6 | 1  | 0 | 5 | 3  | 20 | −17 | 3  |                                            |  | 0–6 | 0–4 | 3–1 | —   |

| 2019. szeptember 18. 21:00 |

| Bayern München                         | 3–0               | Crvena zvezda |
| -------------------------------------- | ----------------- | ------------- |
| Coman 34' Lewandowski 80' Müller 90+1' | (1–0) Jegyzőkönyv |               |

| Allianz Arena, München Játékvezető: Bobby Madden (skót) |

| 2019. október 1. 21:00 (20:00 BST) |

| Tottenham Hotspur                     | 2–7               | Bayern München                                         |
| ------------------------------------- | ----------------- | ------------------------------------------------------ |
| Son Heung-min 12' Kane 61' (11-esből) | (1–2) Jegyzőkönyv | Kimmich 15' Lewandowski 45' 87' Gnabry 53' 55' 83' 88' |

| Tottenham Hotspur Stadion, London Játékvezető: Clément Turpin (francia) |

| 2019. október 22. 21:00 (22:00 EEST) |

| Olimbiakósz                | 2–3               | Bayern München                  |
| -------------------------- | ----------------- | ------------------------------- |
| El-Arabi 23' Guilherme 79' | (1–1) Jegyzőkönyv | Lewandowski 34' 62' Tolisso 75' |

| Karaiszkákisz Stadion, Pireusz Játékvezető: Danny Makkelie (holland) |

| 2019. november 6. 18:55 |

| Bayern München              | 2–0               | Olimbiakósz |
| --------------------------- | ----------------- | ----------- |
| Lewandowski 69' Perišić 89' | (0–0) Jegyzőkönyv |             |

| Allianz Arena, München Játékvezető: Paweł Raczkowski (lengyel) |

| 2019. november 26. 21:00 |

| Crvena zvezda | 0–6               | Bayern München                                                  |
| ------------- | ----------------- | --------------------------------------------------------------- |
|               | (0–1) Jegyzőkönyv | Goretzka 14' Lewandowski 53' (11-esből) 60' 64' 68' Tolisso 89' |

| Rajko Mitić Stadion, Belgrád Játékvezető: Björn Kuipers (holland) |

| 2019. december 11. 21:00 |

| Bayern München                    | 3–1               | Tottenham Hotspur |
| --------------------------------- | ----------------- | ----------------- |
| Coman 14' Müller 45' Coutinho 64' | (2–1) Jegyzőkönyv | Sessegnon 20'     |

| Allianz Arena, München Játékvezető: Gianluca Rocchi (olasz) |

#### Nyolcaddöntő
| 2020. február 25. 21:00 |

| Chelsea | 0–3               | Bayern München                 |
| ------- | ----------------- | ------------------------------ |
|         | (0–0) Jegyzőkönyv | Gnabry 51' 54' Lewandowski 76' |

| Stamford Bridge, London Játékvezető: Clément Turpin (francia) |

| 2020. augusztus 8. 21:00 |

| Bayern München                                         | 4–1               | Chelsea     |
| ------------------------------------------------------ | ----------------- | ----------- |
| Lewandowski 10' (11-esből) 84' Perišić 24' Tolisso 76' | (2–1) Jegyzőkönyv | Abraham 44' |

| Allianz Arena, München Nézőszám: 0 Játékvezető: Ovidiu Hațegan (román) |

#### Negyeddöntő
| 2020. augusztus 14. 21:00 |

| FC Barcelona                | 2–8               | Bayern München                                                                    |
| --------------------------- | ----------------- | --------------------------------------------------------------------------------- |
| Alaba 7' (öngól) Suárez 57' | (1–4) Jegyzőkönyv | Müller 4' 31' Perišić 22' Gnabry 27' Kimmich 63' Lewandowski 82' Coutinho 85' 89' |

| Estádio da Luz, Lisszabon Játékvezető: Damir Skomina (szlovén) |

#### Elődöntő
| 2020. augusztus 19. 21:00 |

| Olympique Lyonnais | 0–3               | Bayern München                 |
| ------------------ | ----------------- | ------------------------------ |
|                    | (0–2) Jegyzőkönyv | Gnabry 18' 33' Lewandowski 88' |

| Estádio José Alvalade, Lisszabon Játékvezető: Antonio Mateu Lahoz (spanyol) |

#### Döntő
| 2020. augusztus 23. 21:00 |

| Paris Saint-Germain | 0–1         | Bayern München |
| ------------------- | ----------- | -------------- |
|                     | Jegyzőkönyv |                |

| Estádio da Luz, Lisszabon Nézőszám: 0 Játékvezető: Daniele Orsato (olasz) |

| Paris Saint-Germai | Bayern München |

| GK            | 1  | Keylor Navas             |     |     |
| RB            | 4  | Thilo Kehrer             |     |     |
| CB            | 2  | Thiago Silva (c)         | 83' |     |
| CB            | 3  | Presnel Kimpembe         |     |     |
| LB            | 14 | Juan Bernat              |     | 80' |
| CM            | 21 | Ander Herrera            |     | 72' |
| CM            | 5  | Marquinhos               |     |     |
| CM            | 8  | Leandro Paredes          | 52' | 65' |
| RF            | 11 | Ángel Di María           |     | 80' |
| CF            | 7  | Kylian Mbappé            |     |     |
| LF            | 10 | Neymar                   | 81' |     |
| Cserék:       |    |                          |     |     |
| GK            | 16 | Sergio Rico              |     |     |
| GK            | 30 | Marcin Bułka             |     |     |
| DF            | 20 | Layvin Kurzawa           | 85' | 80' |
| DF            | 22 | Abdou Diallo             |     |     |
| DF            | 25 | Mitchel Bakker           |     |     |
| DF            | 31 | Colin Dagba              |     |     |
| MF            | 6  | Marco Verratti           |     | 65' |
| MF            | 19 | Pablo Sarabia            |     |     |
| MF            | 23 | Julian Draxler           |     | 72' |
| MF            | 27 | Idrissa Gueye            |     |     |
| FW            | 17 | Eric Maxim Choupo-Moting |     | 80' |
| FW            | 18 | Mauro Icardi             |     |     |
| Vezetőedző:   |    |                          |     |     |
| Thomas Tuchel |    |                          |     |     |

| GK                | 1  | Manuel Neuer (c)     |       |     |
| RB                | 32 | Joshua Kimmich       |       |     |
| CB                | 17 | Jérôme Boateng       |       | 25' |
| CB                | 27 | David Alaba          |       |     |
| LB                | 19 | Alphonso Davies      | 28'   |     |
| CM                | 6  | Thiago               |       | 86' |
| CM                | 18 | Leon Goretzka        |       |     |
| RW                | 22 | Serge Gnabry         | 52'   | 68' |
| AM                | 25 | Thomas Müller        | 90+4' |     |
| LW                | 29 | Kingsley Coman       |       | 68' |
| CF                | 9  | Robert Lewandowski   |       |     |
| Cserék.:          |    |                      |       |     |
| GK                | 26 | Sven Ulreich         |       |     |
| GK                | 39 | Ron-Thorben Hoffmann |       |     |
| DF                | 2  | Álvaro Odriozola     |       |     |
| DF                | 4  | Niklas Süle          | 56'   | 25' |
| DF                | 5  | Benjamin Pavard      |       |     |
| DF                | 21 | Lucas Hernández      |       |     |
| MF                | 8  | Javi Martínez        |       |     |
| MF                | 10 | Philippe Coutinho    |       | 68' |
| MF                | 11 | Mickaël Cuisance     |       |     |
| MF                | 14 | Ivan Perišić         |       | 68' |
| MF                | 24 | Corentin Tolisso     |       | 86' |
| FW                | 35 | Joshua Zirkzee       |       |     |
| Vezetőedző:       |    |                      |       |     |
| Hans-Dieter Flick |    |                      |       |     |

A mérkőzés játékosa:

Kingsley Coman (Bayern München)
Asszisztensek:

Lorenzo Manganelli (olasz)

Alessandro Giallatini (olasz)

Negyedik játékvezető:

Ovidiu Hațegan (román)

Videobíró:

Massimiliano Irrati (olasz)

Videobíró asszisztens:

Marco Guida (olasz)
Leshelyzeteket felügyelő asszisztens:

Roberto Díaz Pérez del Palomar (spanyol)
A mérkőzés szabályai:
- 90 perc
- 30 perc hosszabbítás, ha szükséges
- büntetőpárbaj, ha az állás döntetlen
- 12 megnevezett cserejátékos
- Legfeljebb öt cserelehetőség legfeljebb három alkalommal, a hosszabbítás során még egy cserelehetőség egy alkalommal. Az alkalmakhoz nem számítanak a félidőben, a hosszabbítás előtt és a hosszabbítás szünetében elvégzett cserék.

## Statisztika
Legutóbb frissítve: 2020. augusztus 23-án lett.
| Kiírás           | Statisztikák | Statisztikák | Statisztikák | Statisztikák | Statisztikák | Statisztikák | Statisztikák | Kezdő forduló/ helyezés | Végső forduló/ helyezés | Mérkőzések dátumai   | Mérkőzések dátumai  | Mérkőzések dátumai |
| Kiírás           | M            | GY           | D            | V            | LG–KG        | GK           | Gy %         | Kezdő forduló/ helyezés | Végső forduló/ helyezés | Első                 | Utolsó              | Következő          |
| ---------------- | ------------ | ------------ | ------------ | ------------ | ------------ | ------------ | ------------ | ----------------------- | ----------------------- | -------------------- | ------------------- | ------------------ |
| Bundesliga       | 34           | 26           | 04           | 04           | 100 – 32     | +68          | 76.47%       | 8.                      | Győztes                 | 2019. augusztus 16.  | 2020. június 27.    |                    |
| Német kupa       | 06           | 06           | 0            | 0            | 16 – 8       | 8            | 100.0%       | (legjobb 32)            | Győztes                 | 2019. augusztus 12.  | 2020. július 4.     |                    |
| Német szuperkupa | 01           | 0            | 0            | 01           | 0 – 2        | –2           | 0.0%         | Döntős                  | Döntős                  | 2019. augusztus 3.   | 2019. augusztus 3.  |                    |
| Bajnokok ligája  | 011          | 011          | 0            | 0            | 43 – 8       | +35          | 100.00%      | (csoportkör)            | Győztes                 | 2019. szeptember 18. | 2020. augusztus 23. |                    |
| Összesen         | 52           | 043          | 04           | 05           | 159 – 50     | +109         | 82.69%       | –                       | –                       | –                    | –                   | –                  |

| Összesen | Összesen | Összesen | Összesen | Összesen | Összesen | Összesen | Otthon | Otthon | Otthon | Otthon | Otthon  | Otthon | Otthon | Idegenben | Idegenben | Idegenben | Idegenben | Idegenben | Idegenben | Idegenben |
| M        | GY       | D        | V        | LG–KG    | GK       | P        | M      | GY     | D      | V      | LG–KG   | GK     | P      | M         | GY        | D         | V         | LG–KG     | GK        | P         |
| -------- | -------- | -------- | -------- | -------- | -------- | -------- | ------ | ------ | ------ | ------ | ------- | ------ | ------ | --------- | --------- | --------- | --------- | --------- | --------- | --------- |
| 34       | 26       | 4        | 4        | 100 – 32 | +68      | 82       | 17     | 13     | 2      | 2      | 53 – 15 | +38    | 41     | 17        | 13        | 2         | 2         | 47 – 17   | +30       | 41        |

### Helyezések fordulónként
| Forduló  | 1  | 2  | 3  | 4  | 5  | 6  | 7 | 8 | 9  | 10 | 11 | 12 | 13 | 14 | 15 | 16 | 17 | 18 | 19 | 20 | 21 | 22 | 23 | 24 | 25 | 26 | 27 | 28 | 29 | 30 | 31 | 32 | 33 | 34 |
| -------- | -- | -- | -- | -- | -- | -- | - | - | -- | -- | -- | -- | -- | -- | -- | -- | -- | -- | -- | -- | -- | -- | -- | -- | -- | -- | -- | -- | -- | -- | -- | -- | -- | -- |
| Helyszín | O  | I  | O  | I  | O  | I  | O | I | O  | I  | O  | I  | O  | I  | O  | I  | O  | I  | O  | I  | O  | I  | O  | I  | O  | I  | O  | I  | O  | I  | O  | I  | O  | I  |
| Eredmény | D  | GY | GY | D  | GY | GY | V | D | GY | V  | GY | GY | V  | V  | GY | GY | GY | GY | GY | GY | D  | GY | GY | GY | GY | GY | GY | GY | GY | GY | GY | GY | GY | GY |
| Helyezés | 8. | 6. | 2. | 4. | 2. | 1. | 3 | 3 | 2. | 4. | 3  | 3  | 4. | 7. | 5. | 3  | 3  | 2. | 2. | 1. | 1. | 1. | 1. | 1. | 1. | 1. | 1. | 1. | 1. | 1. | 1. | 1. | 1. | 1. |

Helyszín: O = Otthon; I = Idegenben. Eredmény: GY = Győzelem; D = Döntetlen; V = Vereség.

### Góllövőlista
Legutóbb frissítve: 2020. augusztus 23-án lett.'
| #        | Poszt       | Név                | Bundesliga | Német kupa | Német szuperkupa | Bajnokok ligája | Összesen |
| -------- | ----------- | ------------------ | ---------- | ---------- | ---------------- | --------------- | -------- |
| 1        | csatár      | Robert Lewandowski | 34         | 6          | 0                | 15              | 55       |
| 2        | csatár      | Serge Gnabry       | 12         | 2          | 0                | 9               | 23       |
| 3        | csatár      | Thomas Müller      | 8          | 2          | 0                | 4               | 14       |
| 4        | középpályás | Philippe Coutinho  | 8          | 0          | 0                | 3               | 11       |
| 5        | középpályás | Leon Goretzka      | 6          | 1          | 0                | 1               | 8        |
| 5        | középpályás | Ivan Perišić       | 4          | 1          | 0                | 3               | 8        |
| 5        | középpályás | Kingsley Coman     | 4          | 1          | 0                | 3               | 7        |
| 8        | középpályás | Joshua Kimmich     | 4          | 1          | 0                | 2               | 7        |
| 9        | hátvéd      | Benjamin Pavard    | 4          | 0          | 0                | 0               | 4        |
| 9        | középpályás | Corentin Tolisso   | 1          | 0          | 0                | 3               | 4        |
| 9        | csatár      | Joshua Zirkzee     | 4          | 0          | 0                | 0               | 4        |
| 12       | hátvéd      | Alphonso Davies    | 3          | 0          | 0                | 0               | 3        |
| 12       | középpályás | Thiago             | 3          | 0          | 0                | 0               | 3        |
| 14       | hátvéd      | David Alaba        | 1          | 1          | 0                | 0               | 2        |
| 15       | hátvéd      | Mickaël Cuisance   | 1          | 0          | 0                | 0               | 1        |
| Öngólok  | Öngólok     | Öngólok            | 3          | 1          | 0                | 1               | 5        |
| Összesen | Összesen    | Összesen           | 100        | 16         | 0                | 43              | 159      |